# Jeckenbach
Jeckenbach es un municipio situado en el distrito de Bad Kreuznach, en el estado federado de Renania-Palatinado (Alemania). Tiene una población estimada, a mediados de 2023, de 203 habitantes.